# Болдуин де Ревьер, 1-й граф Девон

Родовой герб дома де Редверс (Ревьер)

Болдуин де Ревьер (или Болдуин де Редверс; фр. Baldwin de Reviers, англ. Baldwin de Redvers; ум. 4 июня 1155) — англонормандский аристократ, активный участник гражданской войны в Англии 1135—1154 годов на стороне императрицы Матильды, 1-й граф Девон (c 1141 г.).

## Биография

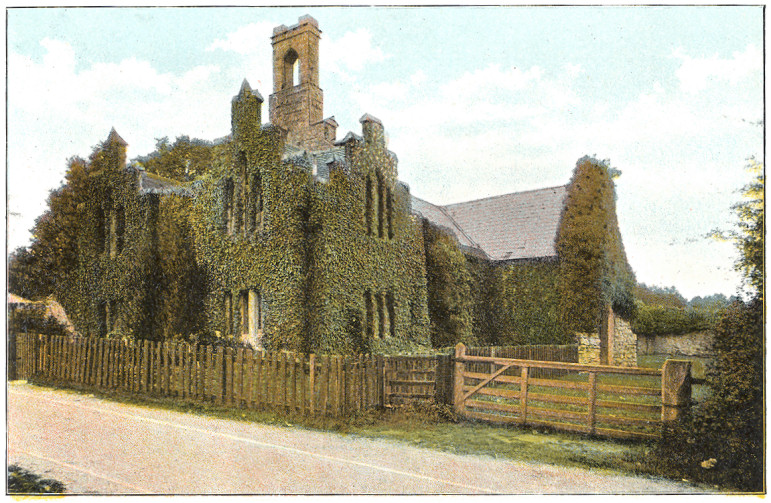
Церковь аббатства Кор, остров Уайт, основанного Болдуином де Ревьером

Болдуин был старшим сыном Ричарда де Ревьера (ум. 1107), соратника Вильгельма Завоевателя и активного участника нормандского завоевания Англии, и Аделизы Певерел, дочери крупного ноттингемширского землевладельца. После смерти отца большая часть владений Ревьеров в Нормандии (Вернон, земли в Котантене) досталась младшему брату Болдуина, а сам он унаследовал владения семьи в Девоне и остров Уайт.
Болдуин де Ревьер был одним из немногих английских баронов, которые после смерти Генриха I в 1135 году отказались признать королём Стефана Блуаского. Уже в 1136 году Болдуин поднял восстание против Стефана в Девоне с целью возведения на престол дочери Генриха I императрицы Матильды и захватил Эксетер. Выступление де Ревьера стало одним из первых столкновений назревающей в Англии гражданской войны. Осада Эксетера королевскими войсками продолжалась довольно длительное время и была подробно описана автором «Деяний Стефана» (лат. Gesta Stephani) и Генрихом Хантингдонским. Лишь к концу 1136 года Болдуин согласился капитулировать, добившись, однако, от короля обещания не преследовать мятежников и разрешения покинуть Англию. После отъезда Болдуина Стефан захватил остров Уайт и замок Карисбрук.
Будучи изгнанным из Англии, Болдуин де Ревьер прибыл ко двору императрицы Матильды в Анжу. В течение следующих нескольких лет он являлся одним из организаторов выступлений баронов Нормандии против Стефана Блуаского и сыграл существенную роль в провале нормандской экспедиции короля в 1137 году. В 1138 году на сторону Матильды перешёл Роберт Глостерский, один из крупнейших феодалов Англии. Затем Ла-Манш пересекла сама императрица, которая, обосновавшись с 1139 года в Бристоле, развернула полномасштабную войну против Стефана. Болдуин де Ревьер последовал за Матильдой и активно участвовал в военных действиях. В 1141 году король был разбит в сражении при Линкольне и пленён, а Матильда была провозглашена королевой Англии. Одним из первых её актов стало присвоение Болдуину титула графа Девона. Этот титул также давал де Ревьеру право на сбор в свою пользу трети судебных доходов графства Девоншир, сумма которых составляла более 18 фунтов в год.
Болдуин де Ревьер оставался сторонником императрицы и её сына Генриха Плантагенета до самого конца гражданской войны в Англии 1135—1154 гг. По мнению некоторых историков, он был единственным крупным английским бароном, никогда не признававшим Стефана Блуаского королём. Болдуин также известен как основатель аббатства Кор на острове Уайт (1131), монастырей Бримор в Хемпшире и Сент-Джеймс в Эксетере, и покровитель ряда других церковных организаций Юго-западной Англии и Нормандии. Он скончался 4 июня 1155 года и был похоронен в аббатстве Кор.
Болдуину де Ревьеру в качестве графа Девона наследовал его старший сын Ричард, скончавшийся в 1162 году. Затем владения и титулы Ревьеров перешли сыновьям последнего: Болдуину (ум. 1188), и Ричарду (ум. 1193 или ранее). Ни один из них не играл сколь-либо заметной роли в политической жизни Англии второй половины XII века и практически не оставил следа в истории. Лишь когда после прекращения потомства старшего сына Болдуина де Ревьера в 1193 году графом Девон и владельцем родовых земель и замков стал младший сын Болдуина Уильям де Вернон, начался новый подъём влияния дома де Ревьер.

## Брак и дети
1-я жена: Аделиза (умерла 27 мая), чьё происхождение до настоящего времени не установлено. Дети Болдуина и Аделизы:
- Ричард де Ревьер (умер в 1162), 2-й граф Девон и лорд острова Уайт (c 1155), женат (1150) на Денизе Корнуольской (умерла после 1162), дочери и одной из наследниц Реджинальда Данстанвильского, графа Корнуолла, побочного сына короля Генриха I. Их дети:
  - Болдуин де Ревьер (умер в 1188), 3-й граф Девон и лорд острова Уайт (c 1162), женат на Денизе де Деоль (умерла в 1221), дочери Рауля VII, сеньора де Деоль и де Шатору. Детей не имели;
  - Ричард де Ревьер (умер около 1193), 4-й граф Девон и лорд острова Уайт (c 1188), женат на Эмме де Понт-де-л’Арш, сестре Роберта де Понт-де-л’Арш. Детей не имели;
- Хависа де Ревьер (умерла в 1215), замужем (1147) за Робертом Фиц-Робертом, побочным сыном Роберта Глостерского;
- Уильям де Ревьер (умер в 1217), 5-й граф Девон и лорд острова Уайт (c 1193), женат на Мабиле де Мёлан (умерла после 1204), дочери Роберта де Бомона, графа де Мёлана;
- Генрих де Ревьер (умер в детстве);
- Аделиза де Ревьер, замужем за Роджером де Нонантом, сыном Ги де Нонанта, сеньора Тотнеса.

2-я жена: Люси де Клер (умерла после 1155), вероятная дочь Ричарда Фиц-Гилберта, 1-го графа Хертфорда, и Аделизы Честерской, дочери Ранульфа ле Мешена, 1-го графа Честера. От этого брака детей не было.